# Balbronn
Balbronn là một xã thuộc tỉnh Bas-Rhin trong vùng Grand Est đông bắc Pháp.

## Dân số
| 1962                                         | 1968 | 1975 | 1982 | 1990 | 1999 | - | - | - |
| -------------------------------------------- | ---- | ---- | ---- | ---- | ---- | - | - | - |
| 594                                          | 600  | 587  | 563  | 581  | 602  | - | - | - |
| Số liệu kể từ 1962 : dân số không tính trùng |      |      |      |      |      |   |   |   |